# Quasiearlandia
Quasiearlandia es un género de foraminífero bentónico normalmente considerado un subgénero de Earlandia, es decir, Earlandia (Quasiearlandia) de la familia Earlandiidae, de la superfamilia Earlandioidea, del suborden Fusulinina y del orden Fusulinida. Su especie tipo es Earlandia aspera. Su rango cronoestratigráfico abarca el Viseense (Carbonífero inferior).).

## Discusión
Algunas clasificaciones más recientes incluyen Quasiearlandia en el suborden Earlandiina, del orden Earlandiida, de la subclase Afusulinana y de la clase Fusulinata.

## Clasificación
Quasiearlandia incluye a las siguientes especies:
- Quasiearlandia aspera †, también considerado como Earlandia (Quasiearlandia) aspera †
- Quasiearlandia aljutovica †, también considerado como Earlandia (Quasiearlandia) aljutovica †
- Quasiearlandia minor †, también considerado como Earlandia (Quasiearlandia) minor †
- Quasiearlandia pseudovulgaris †, también considerado como Earlandia (Quasiearlandia) pseudovulgaris †